# جورج إرفينغ (ممثل)
جورج إرفينغ (بالإنجليزية: George Irving)‏ هو ممثل بريطاني، ولد في 6 مايو 1954 في المملكة المتحدة.
في عام 2010، لعب دور مدير المدرسة السيد جورجسون في حلقة المضي قدمًا "فقدان ديني".

## وصلات خارجية
- جورج إرفينغ على موقع IMDb (الإنجليزية)
- جورج إرفينغ على موقع أول موفي (الإنجليزية)
- جورج إرفينغ على موقع قاعدة بيانات الفيلم (الإنجليزية)
- جورج إرفينغ على موقع كينوبويسك (الروسية)